# Dallastown
Dallastown és una població dels Estats Units a l'estat de Pennsilvània. Segons el cens del 2000 tenia 4.087 habitants.

## Demografia
Segons el cens del 2000, Dallastown tenia 4.087 habitants, 1.622 habitatges, i 1.026 famílies. La densitat de població era de 2.161,6 habitants per quilòmetre quadrat.
Dels 1.622 habitatges en un 31,6% hi vivien nens de menys de 18 anys, en un 46,4% hi vivien parelles casades, en un 12,5% dones solteres, i en un 36,7% no eren unitats familiars. En el 29,8% dels habitatges hi vivien persones soles el 12,4% de les quals corresponia a persones de 65 anys o més que vivien soles. El nombre mitjà de persones vivint en cada habitatge era de 2,36 i el nombre mitjà de persones que vivien en cada família era de 2,91.
Per edats la població es repartia de la següent manera: un 23,3% tenia menys de 18 anys, un 9,7% entre 18 i 24, un 31,1% entre 25 i 44, un 17,6% de 45 a 60 i un 18,3% 65 anys o més.
L'edat mediana era de 36 anys. Per cada 100 dones de 18 o més anys hi havia 82,6 homes.
La renda mediana per habitatge era de 37.500 $ i la renda mediana per família de 44.500 $. Els homes tenien una renda mediana de 35.679 $ mentre que les dones 25.169 $. La renda per capita de la població era de 18.249 $. Entorn del 3,4% de les famílies i el 8,7% de la població estaven per davall del llindar de pobresa.

## Poblacions més properes
El següent diagrama mostra les poblacions més properes.